# Marozja

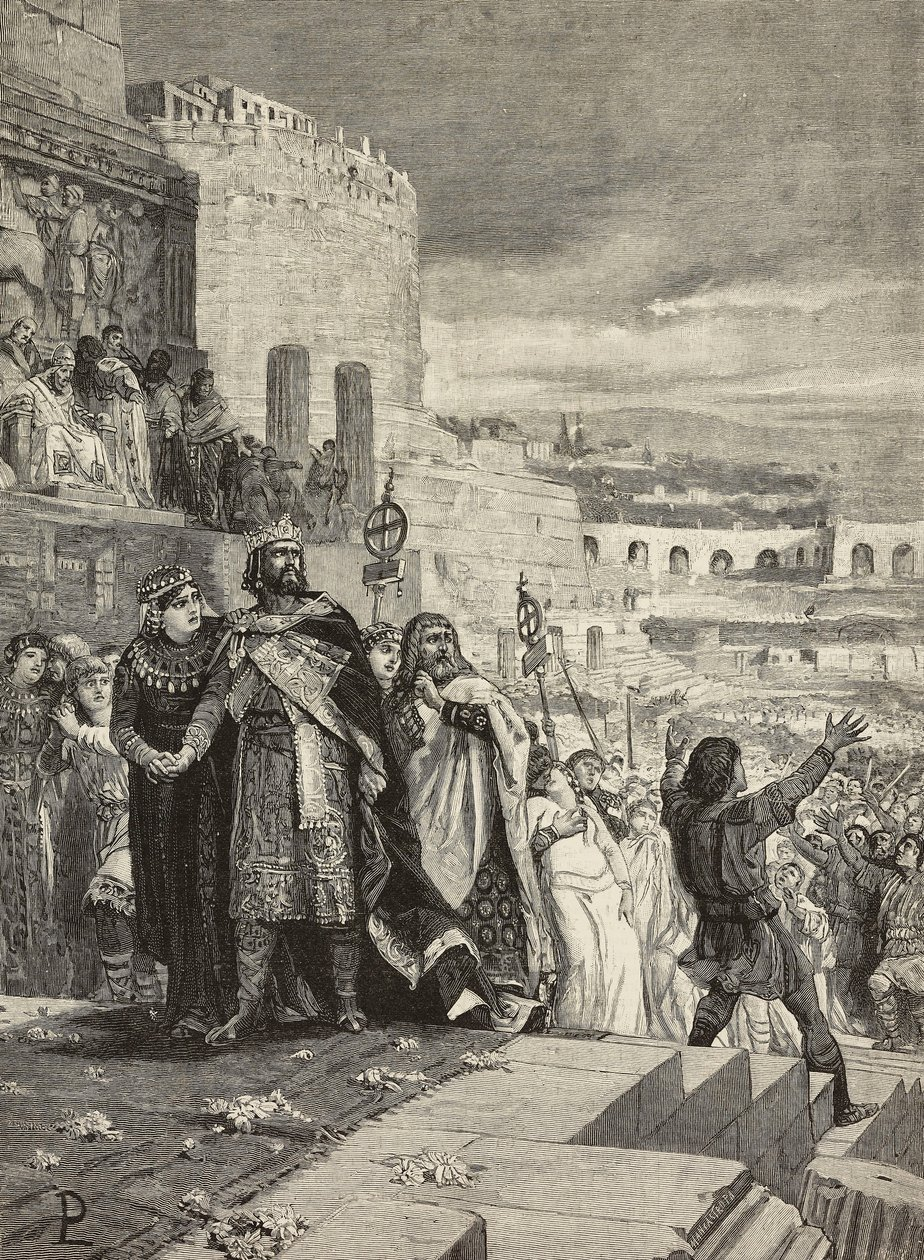
Ślub Marozji z Hugonem z Arles

Marozja (ur. ok. 892 – zm. prawdopodobnie 26 czerwca 936) – córka Teofilakta (konsula Tusculum) i Teodory, siostra Teodory Młodszej, matka Alberyka II księcia Rzymu i papieża Jana XI. Uważana za główną bohaterkę okresu pornokracji.

## Życiorys
Od ok. 915 była żoną Alberyka I, księcia Spoleto (zm. ok. 925), dzięki czemu zapoczątkowała ród hrabiów Tusculum. Piszący około 965 Liutprand z Cremony twierdził, że była kochanką papieża Sergiusza III (904–911), ale nie jest to pewne. Po śmierci pierwszego męża poślubiła Gwidona z Toskanii, z którego pomocą doprowadziła do uwięzienia w maju 928 papieża Jana X w Zamku św. Anioła, gdzie zginął zamordowany (uduszony poduszkami). Ze związku z Gwidonem z Toskanii urodziła się Berta Teodora.
Marozja, wykorzystując wpływy przekazane przez matkę Teodorę, doprowadziła do wyboru w maju 928 papieża Leona VI. Krótki pontyfikat papieża Leona VI (umarł w styczniu 929 roku) pokrzyżował plany Marozji ustanowienia jej syna następnym papieżem. Ponownie wykorzystując swoje wpływy, doprowadziła do wyboru papieża Stefana VII. W roku 931 zmarł papież Stefan VII i na następcę został wybrany 21-letni syn Marozji, który przybrał imię Jan XI.
Po śmierci Gwidona z Toskanii, Marozja poślubiła jego przyrodniego brata, Hugona z Arles, którego poprzednie małżeństwo zostało unieważnione przez papieża Jana XI.
W roku 932 Marozja została osadzona w więzieniu przez własnego syna, Alberyka II, księcia Rzymu. Zmarła tam prawdopodobnie 26 czerwca 936, a w każdym razie przed końcem 937 roku.